# Fryderyk opawski
Fryderyk opawski (ur. ok. 1440, zm. pomiędzy 1470 a 1473) – formalny książę opawski w latach 1452–1456. Pochodził z dynastii Przemyślidów.
Fryderyk był najstarszym synem księcia opawskiego Wilhelma i Salomei z Castolović. W 1452 r. zmarł ojciec księcia Wilhelm i Fryderyk razem z młodszym rodzeństwem Wacławem III i Przemkiem Młodszym znalazł się pod opieką stryja Ernesta.
Stryj-opiekun okazał się jednak osobą rozrzutną, wiecznie tonącą w długach, co spowodowało zastawienie dzielnicy rodowej książętom opolskim za ogromną sumę 28 000 dukatów. Suma była na tyle wielka, że żadnemu z Przemyślidów nie udało się księstwa wykupić, zresztą już 1464 r. książęta odsprzedali prawa do wykupu królowi czeskiemu Jerzemu z Podiebradów.
Pozbawiony dziedzictwa Fryderyk zmarł w stanie bezżennym i bezpotomnym pomiędzy 1470 a 1473 r.